# Irina Rodinová
Irina Rodina, rusky Ирина Родина (* 23. července 1973 Tula, Sovětský svaz) je bývalá reprezentantka Ruska v judu a sambu.

## Sportovní kariéra
V dětství se věnovala basketbalu a atletice. S bojovými styly se seznámila ve 14 letech. Sambo a judo trénovala v Tule pod vedením Vladimira Ljuvunchaje. V roce 1998 šla za lepšími podmínkami do Permu, kde se připravovala pod vedením Konstantina Filosofenka.
V 90. letech sváděla nominační souboje s krajankou Svetlanou Gundarenkovou a byla v tomto směru neúspěšná. V olympijské těžké váze se na velký turnaj podívala až na přelomu tisíciletí a v roce 2000 si vybojovala účast na olympijských hrách v Sydney. V Sydney nestačila pouze na asijské soupeřky a obsadila 7. místo.
Po olympijských hrách v Sydney o své postavení v reprezentaci přišla na úkor Tei Donguzašviliové. V roce 2005 nesouhlasila s požadavkem nového reprezentačního trenéra Rachlina věnovat se vrcholově pouze jednomu zápasnickému stylu a musela z reprezentace odejít. V sambu je mnohonásobnou mistryní světa a Evropy.

## Výsledky

### Judo

#### Váhové kategorie
| Turnaj             | Sovětský svaz | Rusko      | Rusko      | Rusko      | Rusko      | Rusko      | Rusko      | Rusko      | Rusko      | Rusko      | Rusko      | Rusko      | Rusko      | Rusko      | Rusko      | Rusko      |
| Turnaj             | 1991          | 1992       | 1993       | 1994       | 1995       | 1996       | 1997       | 1998       | 1999       | 2000       | 2001       | 2002       | 2003       | 2004       | 2005       | 2006       |
| Turnaj             | 18            | 19         | 20         | 21         | 22         | 23         | 24         | 25         | 26         | 27         | 28         | 29         | 30         | 31         | 32         | 33         |
| Turnaj             | těžká váha    | těžká váha | těžká váha | těžká váha | těžká váha | těžká váha | těžká váha | těžká váha | těžká váha | těžká váha | těžká váha | těžká váha | těžká váha | těžká váha | těžká váha | těžká váha |
| ------------------ | ------------- | ---------- | ---------- | ---------- | ---------- | ---------- | ---------- | ---------- | ---------- | ---------- | ---------- | ---------- | ---------- | ---------- | ---------- | ---------- |
| Olympijské hry     |               | —          |            |            |            | —          |            |            |            | 7.         |            |            |            | —          |            |            |
| Mistrovství světa  | —             |            | —          |            | —          |            | —          |            | úč.        |            | —          |            | —          |            | —          |            |
| Mistrovství Evropy | —             | —          | —          | —          | —          | —          | 5.         | —          | 1.         | 2.         | —          | —          | —          | —          | —          | —          |
| ME juniorů         | 5.            |            |            |            |            |            |            |            |            |            |            |            |            |            |            |            |

#### Bez rozdílu vah
| Turnaj             | Sovětský svaz | Rusko | Rusko | Rusko | Rusko | Rusko | Rusko | Rusko | Rusko | Rusko | Rusko | Rusko | Rusko | Rusko | Rusko | Rusko |
| Turnaj             | 1991          | 1992  | 1993  | 1994  | 1995  | 1996  | 1997  | 1998  | 1999  | 2000  | 2001  | 2002  | 2003  | 2004  | 2005  | 2006  |
| Turnaj             | 18            | 19    | 20    | 21    | 22    | 23    | 24    | 25    | 26    | 27    | 28    | 29    | 30    | 31    | 32    | 33    |
| ------------------ | ------------- | ----- | ----- | ----- | ----- | ----- | ----- | ----- | ----- | ----- | ----- | ----- | ----- | ----- | ----- | ----- |
| Mistrovství světa  | —             |       | —     |       | —     |       | úč.   |       | —     |       | úč.   |       | úč.   |       | —     |       |
| Mistrovství Evropy | —             | 5.    | 3.    | 3.    | úč.   | 3.    | —     | 3.    | —     | —     | 3.    | —     | 2.    | 5.    | —     | 7.    |